# Paragona viridicincta
Paragona viridicincta är en fjärilsart som beskrevs av Pierre E.L. Viette 1956. Paragona viridicincta ingår i släktet Paragona och familjen nattflyn. Inga underarter finns listade i Catalogue of Life.